# Vârghiș
Vârghiș (in ungherese Vargyas) è un comune della Romania di 1851 abitanti, ubicato nel distretto di Covasna, nella regione storica della Transilvania.